# Долинский сахарный завод
Долинский сахарный завод (укр. Долинський цукровий завод) — предприятие пищевой промышленности в посёлке городского типа Молодёжное Кировоградской области. В советское время являлся крупнейшим предприятием посёлка (возникшего в связи со строительством завода).

## История
Долинский сахарный завод был построен в соответствии с шестым пятилетним планом развития народного хозяйства СССР. Строительство предприятия началось в октябре 1959 года, в 1965 году в эксплуатацию была введена первая очередь. Завод строился с учётом новейших достижений мировой практики сахароварения и был оснащён современным технологическим и энергетическим оборудованием. Сырьём для производства сахара являлась сахарная свекла.
В дальнейшем, в производство были внедрены новые технологические процессы.
В 1977 году завод произвёл 69,9 тыс. тонн сахара-песка и 19,7 тыс. брикетированного жома.
По состоянию на начало 1980 года завод являлся одним из крупнейших и передовых предприятий сахарной промышленности СССР, отличался высоким уровнем автоматизации и механизации производственных процессов, основной продукцией завода являлись сахар-песок и сухой брикетированный жом.
В 1982 году на предприятии был организован музей истории Долинского сахарного завода.
По состоянию на 1990 год, завод имел одну из самых передовых и наиболее эффективных систем водопользования среди предприятий сахарной промышленности СССР (с отстаиванием и доочисткой сточных вод), которая была рекомендована к изучению и внедрению на других предприятиях агропромышленного комплекса СССР.
После провозглашения независимости Украины завод был преобразован в открытое акционерное общество.
В мае 1995 года Кабинет министров Украины включил завод в перечень предприятий, подлежащих приватизации в течение 1995 года.
В 1997 году завод перешёл в собственность ЗАО ТД «Артемида». В ноябре 1998 года по заявлению научно-производственного объединения «Техресурс» арбитражный суд Кировоградской области начал рассмотрение дела № 336/6 о банкротстве открытого акционерного общества «Долинский сахарный завод».
По состоянию на 2012 год завод уже не функционировал, но областная администрация Кировоградской области рассматривала возможности использования его производственных мощностей.
В апреле 2017 года глава Кировоградской ОГА С. А. Кузьменко сообщил о планах открыть на месте бывшего сахарного завода солнечную электростанцию.